# Pollica
Pollica ist eine italienische Gemeinde mit 2135 Einwohnern (Stand 31. Dezember 2023) in der Provinz Salerno in der Region Kampanien.

## Lage und Daten
Pollica liegt 133 km südöstlich von Neapel, 208 km nordwestlich von Cosenza und 79 km südlich von Salerno. Es liegt in der hügeligen, stark bewaldeten Region Cilento und ist seit 1991 Teil des Nationalparks Cilento und Vallo di Diano.
Der Ortskern liegt etwa 5 km von der Küste entfernt. Die Ortsteile und Badeorte Acciaroli und Pioppi liegen direkt an der Küste und sind Mitglieder der Costiera Cilentana. Beide Strände sind mit der Blauen Flagge ausgezeichnet.
Die Ortsteile Cannicchio, Celso und Galdo liegen im Landesinneren.
Das Gemeindegebiet erstreckt sich über eine Höhe von 0 bis 1.100 m s.l.m. vom Tyrrhenischen Meer bis zum Monte Stella.
Die Gemeinde liegt in der Erdbebenzone 3 (wenig gefährdet).
Die Gemeinde ist Mitglied der Cittàslow, einer 1999 in Italien gegründeten Bewegung zur Entschleunigung und Erhöhung der Lebensqualität in Städten durch Umweltpolitik, Infrastrukturpolitik, urbane Qualität, Aufwertung der autochthonen Erzeugnisse, Gastfreundschaft, Bewusstsein und landschaftliche Qualität.
Die Nachbargemeinden sind Cannalonga, Castelnuovo Cilento, Ceraso, Gioi, Moio della Civitella, Novi Velia und Salento.

## Geschichte
Pollica entstand im 8. Jahrhundert etwas nördlich des heutigen Ortes. Bis 1410 gehörte es dem Kloster der Trinità in Cava de’ Tirreni, das den Ort an der heutigen Stelle errichten ließ. Seit dem 18. Jahrhundert war es als Fürstentum im Besitz der Familie Capano.

## Bevölkerungsentwicklung
| Jahr      | 1861 | 1881 | 1901 | 1921 | 1936 | 1951 | 1971 | 1991 | 2001 | 2016 |
| --------- | ---- | ---- | ---- | ---- | ---- | ---- | ---- | ---- | ---- | ---- |
| Einwohner | 2998 | 3418 | 3622 | 3519 | 3001 | 3145 | 3229 | 2912 | 2516 | 2404 |

Quelle: ISTAT

## Politik
Angelo Vassallo (PD) wurde im März 2010 zum vierten Mal als Bürgermeister gewählt. Vassallo wurde am 5. September 2010 von Unbekannten auf der Heimfahrt in seinem Auto erschossen. Es wird ein Zusammenhang mit seinem Engagement gegen die Camorra vermutet.

## Sehenswürdigkeiten

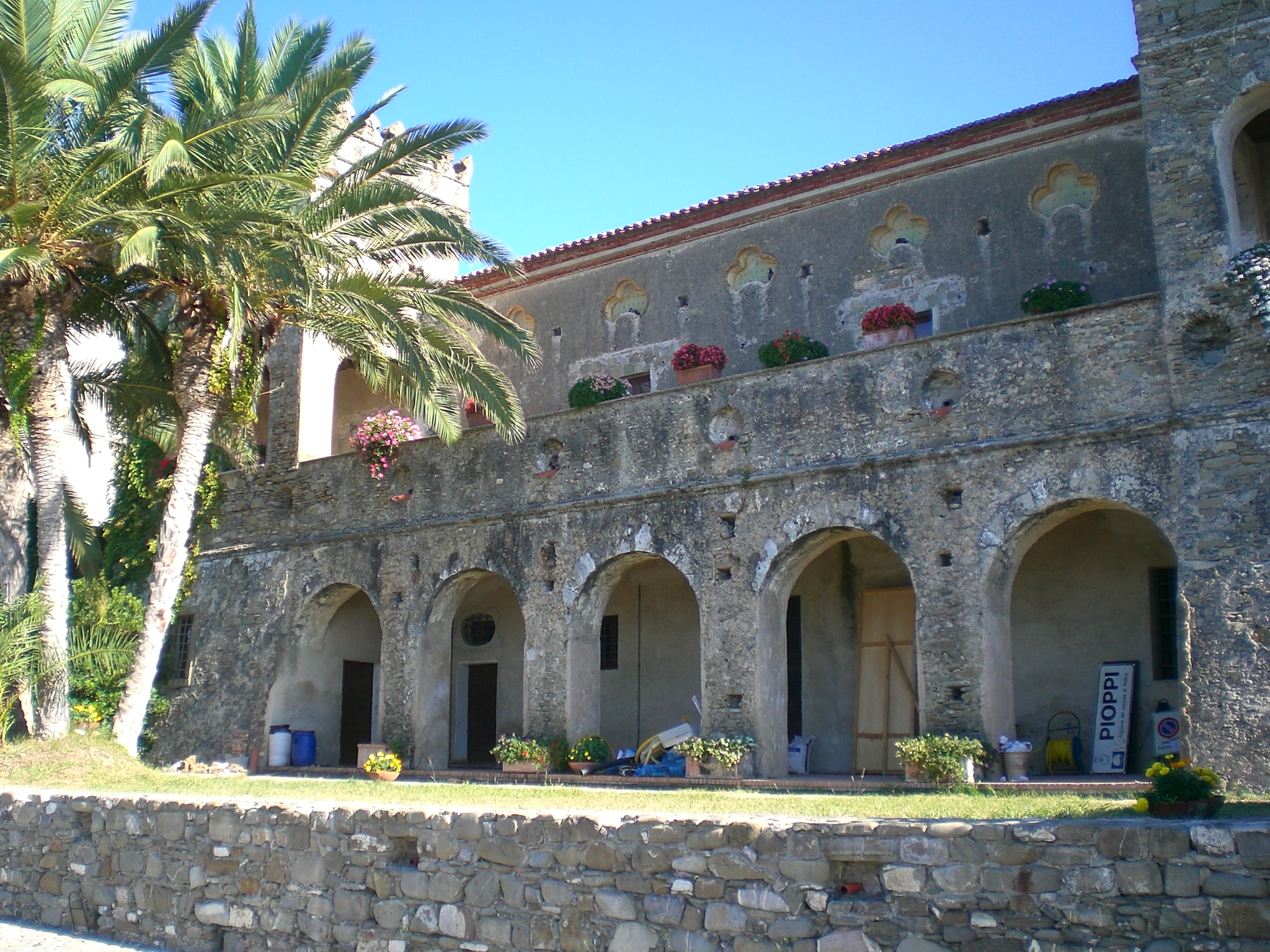
Palazzo Vinciprova im Ortsteil Pioppi

- Das Castello dei Principi Capano geht auf das 13. Jahrhundert zurück und gehört seit 1997 der Gemeinde.
- Das Franziskanerkloster wurde 1611 gegründet.
- Im Palazzo Vinciprova im Ortsteil Pioppi wurde das Meeresmuseum Vivo del Mare untergebracht.[7]

## Verkehr
Pollica wird durch die Küstenstraße, die strada stadale SS 267 Strada del Cilento erschlossen. Die nächste Autobahnauffahrt ist in Battipaglia an der A3 Autostrada del Sole in 69 km Entfernung.
Der nächste Bahnhof Vallo della Lucania – Castelnuovo Cilento an der Bahnstrecke Tirrenica Meridionale liegt in 14 km Entfernung.

## Personen mit Verbindung zur Gemeinde
- Ernest Hemingway (1899–1961), Schriftsteller, hielt sich seit 1943 mehrmals in Acciaroli auf[8]
- Antonio Quarracino (1923–1998), argentinischer Kardinal, wurde in Pollica geboren